# Szürkefejű amandina
A szürkefejű amandina (Spermestes caniceps) a madarak osztályának a verébalakúak (Passeriformes) rendjébe, ezen belül a díszpintyfélék (Estrildidae) családjába tartozó faj.

## Rendszerezés
Besorolása vitatott, egyes rendszerezők szerint a Lonchura nembe tartozik Lonchura griseicapilla vagy Lonchura caniceps néven.  Sorolják még az Odontospiza nem egyetlen tagjaként Odontospiza caniceps vagy Odontospiza griseicapilla néven is.

## Előfordulása
Afrikában Etiópia, Kenya, Dél-Szudán és Tanzánia területén honos. A természetes élőhelye szubtrópusi és trópusi síkvidéki- cserjések és bokrosok, valamint szántóföldek és legelők.

## Megjelenése
Testhossza 11-12 centiméter. A nemek hasonlóak. Feje szürkéskék színű, az arcrészt fehér pettyek mintázzák. A farkcsík, az alsó és a felső farokfedők fehérek. A farktollak és a kézevezők feketék. A szárnyfedők és a hát barnák. A felső csőrkáva sötétebb, az alsó világosabb ezüstszínű. A lábak sárgásbarnák.
A tojó világosabb, főleg a melltájékon. A pettyezettség nem olyan intenzív. A kézevezők barnák.

## Életmódja
Fűvek és más növények magvaival táplálkozik. Költési időben apró rovarokat is fogyaszt.

## Szaporodása
Magas fák ágira készíti fészkét.
A tojásszám 4-6. A költési idő 16-17 nap. A fiókák még 3 hétig maradnak a fészekben.